# Medio penique (moneda irlandesa pre-decimal)
La moneda de medio penique (1⁄2 d) (en irlandés: leathphingin) era la segunda denominación más pequeña de la libra irlandesa predecimal, con un valor de 1⁄480 de libra o 1⁄24 de chelín. Emitida por primera vez en 1928, dejó de ser de curso legal el 1 de agosto de 1969.
La moneda medía 1,005 pulgadas (25,5 mm) de diámetro y pesaba 5,66990 gramos. La moneda de bronce estaba compuesta por un 95,5 % de cobre, un 3 % de estaño y un 1,5 % de zinc. Esto era idéntico al medio penique británico, ya que las libras de ambos países estuvieron fijadas hasta 1979.
El diseño del reverso fue de Percy Metcalfe, un artista inglés. Al artista se le dio a elegir entre un jabalí, una cerda o un carnero, y se eligió la cerda. El anverso presentaba el arpa irlandesa. De 1928 a 1937, la fecha se dividió a ambos lados del arpa con el nombre Saorstát Éireann dando vueltas. De 1938 a 1969 la inscripción cambió a Éire a la izquierda del arpa y la fecha a la derecha.